# Нуктужское лесничество
Нуктужское лесничество (мар. Нуктыж лесничестве) — поселок в Звениговском районе Республики Марий Эл. Входит в состав Кужмарского сельского поселения.

## География
Находится в южной части республики Марий Эл на расстоянии приблизительно 22 км по прямой на север-северо-восток от районного центра города Звенигово.

## История
В 1999 году в поселке было отмечено 6 дворов и 13 жителей.

## Население
Население составляло 18 человека (мари 72 %) в 2002 году, 6 в 2010.